# Stadspark (Groningue)

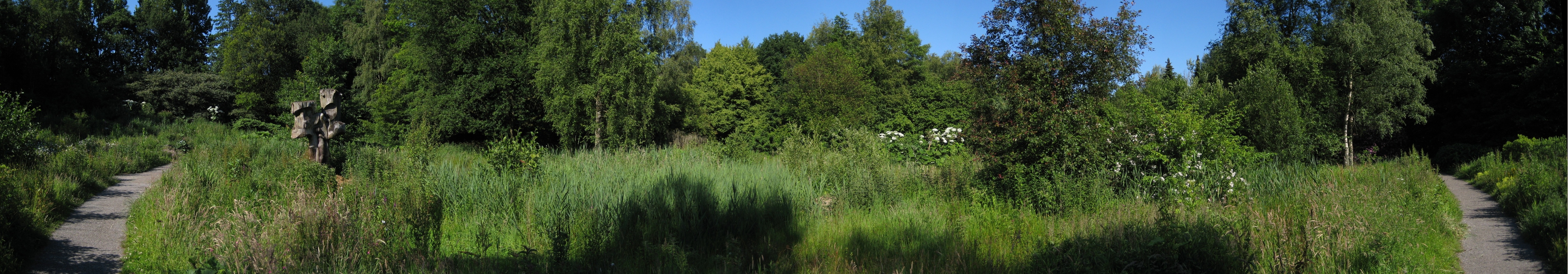
Bloementuin (2009)

Le Stadspark de Groningue (en néerlandais : Stadspark Groningen), littéralement parc municipal de Groningue, est un parc urbain situé au sein de la ville de Groningue, capitale de la province de Groningue aux Pays-Bas. Il est classé monument communal (nl) de la commune de Groningue.

## Histoire
Le parc municipal de Groningue est un parc urbain au sein de Groningue, dans le woonwijk (voisinage) du Stadsparkwijk. Il a été créé au début du XXe siècle par un industriel groningois, Jan Evert Scholten (nl) (1849-1918) ; un monument en son hommage lui a été érigé en 1931 sur l'une des hauteurs du parc municipal, le long de Concourslaan.
Le parc a été dessiné par le paysagiste Leonard Springer (nl), sous les ordres du directeur des services techniques de l'époque, J.A. Mulock Houwer (nl). Le parc ouvre officiellement le 19 mai 1926, son inauguration a lieu au Stadsparkpaviljoen, littéralement le pavillon du parc municipal, en plein cœur du parc. Cette inauguration vient achever les treize qu'il aura fallu pour aménager le parc.

## Description
Le parc fait environ 140 hectares, et est composé de plusieurs zones. Près de l'entrée du parc, le long de la Paterswoldseweg (nl), se trouve un arboretum ; après la construction de la rocade ouest de Groningue, cette partie du parc s'est trouvée détachée du reste de la composition.
Dans le reste du parc se trouve l'hippodrome de Groningue où se déroulent régulièrement des réunions hippiques. L'esplanade à proximité est régulièrement utilisée pour des événements en plein-air, qu'il s'agisse des commémorations du siège de Groningue, du concert des Rolling Stones ou de Tina Turner ou encore de l'événement de musique électronique Dominator en 2007.

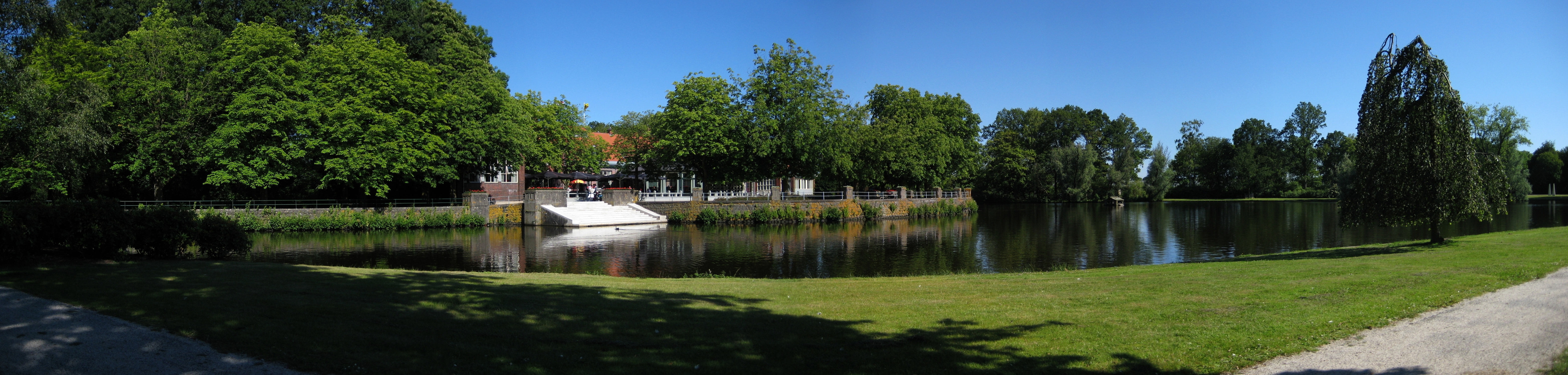
Panorama sur le parc, 2009.
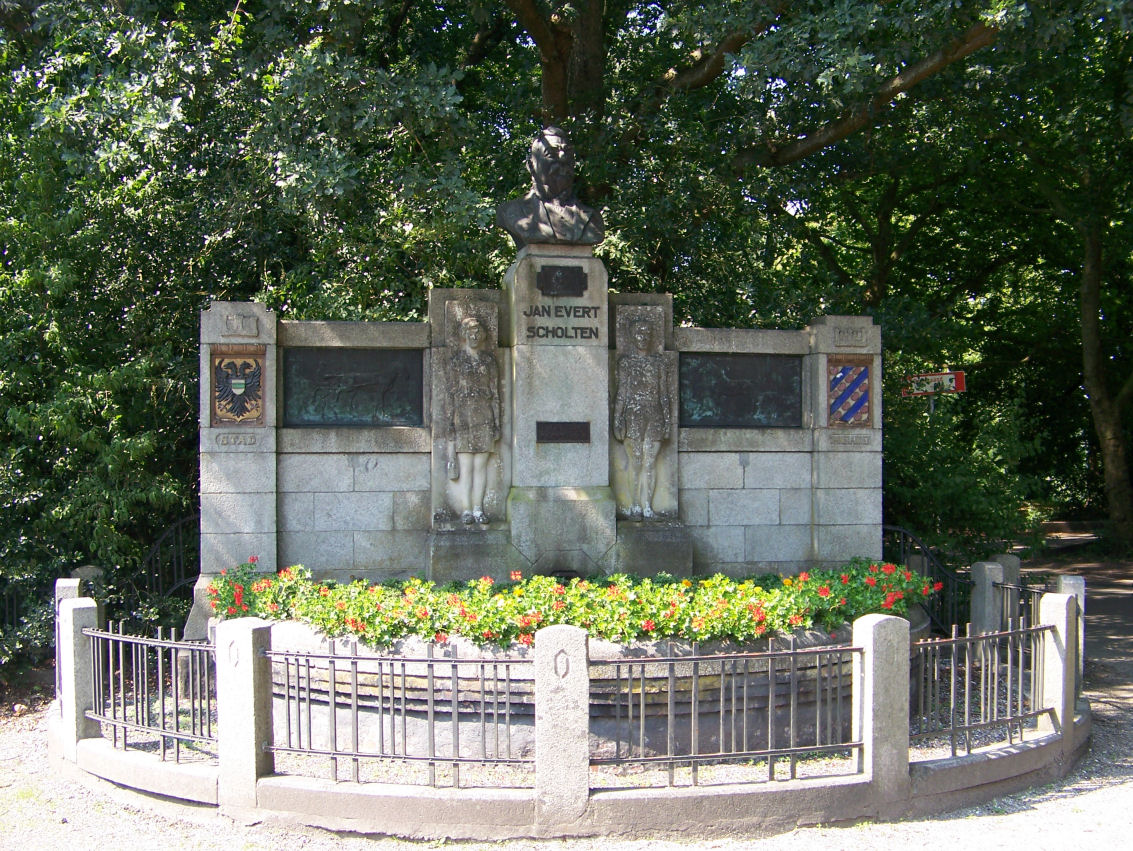
Monument à Jan Evert Scholten, 2008.